# Associazione Calcio Reggiana 1976-1977
Questa voce raccoglie le informazioni riguardanti l'Associazione Calcio Reggiana nelle competizioni ufficiali della stagione 1976-1977.

## La stagione
Dopo la retrocessione dal torneo cadetto la Reggiana viene inserita nel girone B della serie C. L'intelaiatura della squadra resta quasi invariata, con gli innesti in prima squadra dei giovani terzini Dino Galparoli e Claudio Testoni e del mediano Gianni De Biasi. Uniche cessioni di prestigio quelle del libero Giorgio Carrera e del mediano Domenico Volpati. Arrivano anche dal Vicenza il difensore Giorgio Bernardis e dalla Massese il centrocampista Domenico Neri. A metà campionato viene ceduto al Sant'Angelo Lodigiano l'attaccante Sauro Frutti e arriva al suo posto Italo Florio dal Bari. L'allenatore Mario Caciagli ex Spal punta ad un torneo di alta classifica. Ma i granata con 39 punti arrivano solo sesti a 15 punti dalla promossa Pistoiese.
Nella Coppa Italia Semipro la Reggiana disputa il girone numero quindici, disputato tra agosto e settembre, vinto dal Parma con 7 punti davanti al Mantova e alla Reggiana.

## Divise
| Prima divisa |

## Rosa
| N. |                   | Ruolo | Calciatore           |
| -- | ----------------- | ----- | -------------------- |
|    | Italia (bandiera) | C     | Giorgio Bernardis    |
|    | Italia (bandiera) | A     | Luciano Boggian      |
|    | Italia (bandiera) | P     | Aride Brighi         |
|    | Italia (bandiera) | D     | Giampiero D'Angiulli |
|    | Italia (bandiera) | C     | Gianni De Biasi      |
|    | Italia (bandiera) | A     | Italo Florio         |
|    | Italia (bandiera) | A     | Sauro Frutti         |
|    | Italia (bandiera) | D     | Dino Galparoli       |
|    | Italia (bandiera) | D     | Andrea Maiani        |
|    | Italia (bandiera) | A     | Guido Monari         |
|    | Italia (bandiera) | P     | Luigi Muraro         |
|    | Italia (bandiera) | A     | Lorenzo Mossini      |

| N. |                   | Ruolo | Calciatore          |
| -- | ----------------- | ----- | ------------------- |
|    | Italia (bandiera) | C     | Domenico Neri       |
|    | Italia (bandiera) | A     | Sileno Passalacqua  |
|    | Italia (bandiera) | P     | Renato Piccoli      |
|    | Italia (bandiera) | D     | Luigi Podestà       |
|    | Italia (bandiera) | C     | Gabriele Salgarella |
|    | Italia (bandiera) | C     | Piero Stivanello    |
|    | Italia (bandiera) | C     | Luciano Savian      |
|    | Italia (bandiera) | D     | Roberto Stefanello  |
|    | Italia (bandiera) | A     | Corrado Serato      |
|    | Italia (bandiera) | D     | Claudio Testoni     |
|    | Italia (bandiera) | A     | Cesare Vitale       |

## Risultati

### Serie C

#### Girone di andata
| Arbitro: | Milan (Treviso) |

|                 |           |  |
| Neri 37’ (rig.) | Marcatori |  |

| Arbitro: | F. Esposito (Torre Annunziata) |

|            |           |           |
| Frutti 26’ | Marcatori | 37’ Rakar |

| Arbitro: | Ponzano (Alessandria) |

|           |           |  |
| Serato 3’ | Marcatori |  |

| Arbitro: | Simini (Torino) |

|                                            |           |  |
| Neri 18’ (rig.) Vitale 38’ Passalacqua 67’ | Marcatori |  |

| Arbitro: | Lanzafame (Taranto) |

|                          |           |                       |
| Palazzese 12’ Marino 38’ | Marcatori | 16’ Serato 22’ Monari |

| Arbitro: | Paparesta (Bari) |

|                        |           |                   |
| Serato 11’ Podestà 55’ | Marcatori | 31’, 33’ Vitulano |

| Arbitro: | Tonolini (Milano) |

|                                |           |          |
| Borzoni 43’ Rizzati 53’ (rig.) | Marcatori | 25’ Neri |

| Arbitro: | Governa (Alessandria) |

|             |           |  |
| Podestà 88’ | Marcatori |  |

| Arbitro: | Artico (Padova) |

|                          |           |             |
| G. Niccolai 9’ Baldi 48’ | Marcatori | 37’ Podestà |

| Arbitro: | Celli (Trieste) |

|            |           |  |
| Vitale 24’ | Marcatori |  |

| Grosseto 21 novembre 1976 11ª giornata | Grosseto         | 0 – 0 | Reggiana | Stadio Carlo Zecchini\| Arbitro: \| Colasanti (Roma) \| |
| Arbitro:                               | Colasanti (Roma) |       |          |                                                         |

| Arbitro: | Parussini (Udine) |

|                    |           |                 |
| Colusso 76’ (rig.) | Marcatori | 61’ Passalacqua |

| Arbitro: | Lanzetti (Viterbo) |

|             |           |  |
| Podestà 32’ | Marcatori |  |

| Arbitro: | D'Elia (Salerno) |

|               |           |  |
| De Chiara 70’ | Marcatori |  |

| Arbitro: | G. Panzino (Catanzaro) |

|            |           |  |
| Vitale 34’ | Marcatori |  |

| Arbitro: | Andreoli (Padova) |

|                         |           |  |
| Pagliacci 21’ Botti 66’ | Marcatori |  |

| Reggio Emilia 9 gennaio 1977 17ª giornata | Reggiana                       | 0 – 0 | Siena | Stadio Mirabello\| Arbitro: \| F. Esposito (Torre Annunziata) \| |
| Arbitro:                                  | F. Esposito (Torre Annunziata) |       |       |                                                                  |

| Arbitro: | Governa (Alessandria) |

|                                   |           |            |
| F. Speggiorin 21’ Ricciarelli 23’ | Marcatori | 90’ Florio |

| Arbitro: | Facchin (Udine) |

|                                    |           |             |
| Neri 6’ Passalacqua 29’ Florio 35’ | Marcatori | 31’ Novelli |

#### Girone di ritorno
| Arbitro: | Celli (Trieste) |

|                          |           |            |
| Biliotti 21’ Beccati 23’ | Marcatori | 39’ Florio |

| Arbitro: | Lanese (Messina) |

|                      |           |  |
| Passalacqua 11’, 75’ | Marcatori |  |

| San Giovanni Valdarno 13 febbraio 1977 22ª giornata | Sangiovannese  | 0 – 0 | Reggiana | Stadio Comunale\| Arbitro: \| Agate (Torino) \| |
| Arbitro:                                            | Agate (Torino) |       |          |                                                 |

| Arbitro: | Parussini (Udine) |

|             |           |                 |
| Zanotti 43’ | Marcatori | 19’ (rig.) Neri |

| Reggio Emilia 27 febbraio 1977 24ª giornata | Reggiana          | 0 – 0 | Giulianova | Stadio Mirabello\| Arbitro: \| Falzier (Treviso) \| |
| Arbitro:                                    | Falzier (Treviso) |       |            |                                                     |

| Arbitro: | Facchin (Udine) |

|                           |           |                |
| Graziani 17’ Martelli 28’ | Marcatori | 90’ Stivanello |

| Reggio Emilia 13 marzo 1977 26ª giornata | Reggiana        | 0 – 0 | Parma | Stadio Mirabello\| Arbitro: \| Milan (Treviso) \| |
| Arbitro:                                 | Milan (Treviso) |       |       |                                                   |

| Arbitro: | Lanese (Messina) |

|  |           |            |
|  | Marcatori | 32’ Savian |

| Arbitro: | Manfredini (Pavia) |

|             |           |                |
| Podestà 80’ | Marcatori | 77’ Cianchetti |

| Arbitro: | Magni (Bergamo) |

|             |           |  |
| Vescovi 75’ | Marcatori |  |

| Arbitro: | Falzier (Treviso) |

|            |           |           |
| Vitale 21’ | Marcatori | 51’ Zauli |

| Arbitro: | Castaldi (Vasto) |

|             |           |  |
| Boggian 25’ | Marcatori |  |

| Arbitro: | Agate (Torino) |

|               |           |  |
| Pelliccia 59’ | Marcatori |  |

| Arbitro: | Podavini (Brescia) |

|             |           |  |
| Boggian 34’ | Marcatori |  |

| Arbitro: | Lanese (Messina) |

|                                       |           |            |
| Luzi 16’ Dalle Vedove 61’ Panozzo 63’ | Marcatori | 38’ Savian |

| Arbitro: | Angelelli (Terni) |

|                |           |                         |
| Stefanello 69’ | Marcatori | 15’ Bologna 90’ Cazzola |

| Arbitro: | Prato (Lecce) |

|                   |           |  |
| Simoni 80’ (rig.) | Marcatori |  |

| Reggio Emilia 5 giugno 1977 37ª giornata | Reggiana           | 0 – 0 | Spezia | Stadio Mirabello\| Arbitro: \| Lombardo (Marsala) \| |
| Arbitro:                                 | Lombardo (Marsala) |       |        |                                                      |

| Arbitro: | Pieroni (Ancona) |

|          |           |                     |
| Musa 50’ | Marcatori | 52’ Neri 59’ Serato |

### Coppa Italia Semiprofessionisti

#### Fase eliminatoria a gironi
| Arbitro: | De Pozzo (Monza) |

|  |           |             |
|  | Marcatori | 4’ Iacovone |

| Arbitro: | Stocco (Mestre) |

|  |           |             |
|  | Marcatori | 17’ Borzoni |

| Mantova 1º settembre 1976 4ª giornata | Mantova         | 0 – 0 | Reggiana | Stadio Danilo Martelli\| Arbitro: \| Magni (Bergamo) \| |
| Arbitro:                              | Magni (Bergamo) |       |          |                                                         |

| Parma 5 settembre 1976 5ª giornata | Parma             | 0 – 0 | Reggiana | Stadio Ennio Tardini\| Arbitro: \| Colasanti (Parma) \| |
| Arbitro:                           | Colasanti (Parma) |       |          |                                                         |